# 原大智 (競輪選手)
原 大智（はら だいち、1997年3月4日 - ）は、日本の競輪選手、元フリースタイルスキーモーグル選手。
2018年の平昌オリンピック男子モーグル銅メダリスト。
競輪選手としては、日本競輪選手会宮城支部所属。日本競輪選手養成所（以下、養成所）第117期生。師匠は和田圭（92期）。

## 来歴
東京都渋谷区出身。渋谷区立広尾小学校、渋谷区立広尾中学校を経てカナディアン・スポーツ・ビジネス・アカデミー卒。日本大学スポーツ科学部競技スポーツ学科に在籍していた。その後、モーグル選手としては日本スキー場開発クラブと契約して2022年北京オリンピックなどの大会に出場した。

### モーグル選手時代
小学校6年生の頃から競技としてモーグルを始める。中学校時代は新潟県南魚沼郡のNASPAスキーガーデンで練習を重ねる。16歳のときに単身でカナダに渡り、Canadian Sports Business Academyに入学しスキー留学した。
2017年アジア冬季競技大会（冬季アジア札幌大会）のデュアル・モーグルで銀メダルを獲得。
2018年2月12日、平昌オリンピックのフリースタイルスキー男子モーグル決勝で82.19点を記録して銅メダルを獲得、冬季五輪におけるフリースタイルスキー競技の男子種目で日本選手としては初の表彰台に立つことになった。
以下にもある通り、原は2020年5月に競輪選手としてデビューしたがモーグル競技についてもしばらく引退はせず、競輪選手としてデビュー後もモーグル選手としても活動を続け、北京冬季オリンピックでもモーグル種目代表選手として出場する意向を示した。2020年は10月から11月にかけて、モーグルの遠征でスウェーデンのイドレの大会に出場した。
2021年8月、北京冬季オリンピックを最後にモーグル選手としては現役を引退することを表明した。
2022年北京オリンピックのフリースタイルスキー競技男子モーグルでは決勝2回目まで進んだ。76.82点の7位となり上位6人による3回目には進めなかった。
最終的には、周囲から最後に全日本選手権に出場するよう要請されたことを受けて、2022年3月21日に開催された全日本フリースタイルスキー選手権大会・モーグルに出場し6着で終え、これをモーグル競技でのラストレースとした。

### 競輪選手時代
2019年4月5日、日本競輪学校（当時）の第117回生徒特別選抜入学試験に合格したと発表された。日本競輪学校において特別選抜試験での合格者は12年ぶり史上8人目であり、特にオリンピックメダリストということもあって注目を一身に集めた。
在籍している日本大学を休学し、同年5月9日付で養成所に入所。在所中は同所にて選手候補生として訓練・研修を受けたが、入所直後の「第1回卒業認定考査兼記録会」では風邪による体調不良の影響もあってかタイムは全く振るわず、特に400mタイムトライアルでは同期72名中最下位の成績と散々であった。また、9月上旬の「第2回卒業認定考査兼記録会」でも規定タイムをクリアできず不合格となり、強制退所の危機に追い込まれたものの追試で何とか合格した。なお、翌年2月に行われた「第3回卒業認定考査兼記録会」では合格タイムを出したことで、卒業に目途が立った。
卒業間近の2020年3月23日に養成所で行われた卒業記念レースでは、予選2走とも4着となり決勝に進めず敗退。翌日24日に、在所成績72名中47位の成績で養成所を卒業し、さらにその翌日の25日に競輪選手として正式に登録された。なお、競輪選手としての登録地は宮城県としている。
2020年5月15日、広島競輪場で行われた新人戦「競輪ルーキーシリーズ2020」でプレデビューし3着。同開催での3日間の全成績は、3着・5着・3着（予選敗退）であった。7月15日、大宮競輪場でのFII第1レースでA級3班として本格デビューするも4着。翌日は落車したため途中帰郷し最終日は欠場。8月16日のいわき平競輪場でのFII2日目第1レースで逃げ切り、競輪選手として初勝利を飾る。その後11月のあっせんはモーグル競技の国際大会に出場したため欠場した（欠場理由は「家事都合」）が、12月30日の西武園FII（ミッドナイト）にてデビュー12場所、本格デビュー10場所目で初優勝を果たす。
上記の通り北京オリンピック出場などもあり長期にわたり欠場が続いていたが、2022年3月29日からのいわき平FIで競輪に復帰。以後は競輪に専念しており、2024年下期では自身初となるS級に昇格。